# Varanger Arctic Kite Enduro
Das Varanger Arctic Kite Enduro (VAKE) ist eine viertägige Langstrecken- und Ausdauerveranstaltung für Snowkite-Mannschaften in Norwegen, die seit 2009 durchgeführt wird. Jede Mannschaft besteht aus mindestens zwei Teilnehmern. 2025 beträgt die Startgebühr 13.000 NOK je Mannschaft.

## Rennbedingungen
Das Rennen führt über eine Länge von rund 210 Kilometer quer über die Varanger-Halbinsel. Startpunkt ist Berlevåg. Mit Hilfe der vorher bekannten GPS-Daten sind 17 Wegpunkte nach eigener Einschätzung anzufahren, zudem werden neun Kontrollpunkte passiert, wobei an drei Punkten eine mehrstündige Rast verbindlich vorgeschrieben ist. Über Vadsø führt die Strecke zum Zielort Vardø.
Jede Mannschaft muss auf zwei Schlitten ihre Ausrüstung mitführen, die pro Team mindestens 38 Kilogramm umfasst – von Zelt und Schlafsack über Schutz- und Reservekleidung, Ersatzteile, reichlich Verpflegung bis hin zu Kompass und GPS-Gerät.
Generell ist täglich um 22 Uhr das Rennen abzubrechen und Nachtruhe im mitgeführten Zelt zu halten. Die Weiterfahrt ist erst am folgenden Tag um 7 Uhr erlaubt.
2017 war mit dem Rennen der Weltmeistertitel der WISSA (World Ice and Snow Sailing Association) im Snow-Kiten auf der Langstrecke verbunden.

## Ergebnisse
|                        | Sieger                                             | Zweiter                                             | Dritter                                                         |
| ---------------------- | -------------------------------------------------- | --------------------------------------------------- | --------------------------------------------------------------- |
| 24.–27. März 2015      |                                                    |                                                     |                                                                 |
| 2016                   | Florian Gruber Deutschland Jonas Lengwiler Schweiz |                                                     |                                                                 |
| 4.–7. April 2017       | Florian Gruber Deutschland Jonas Lengwiler Schweiz | Richard Wernersson Schweden Simon Jaktlund Schweden | Jarle Hetland Norwegen Kristoffer Evensen Norwegen              |
| 9.–13. April 2018      | Jonas Axelsson Schweden Ulf Jentler Schweden       |                                                     |                                                                 |
| 2.–6. April 2019       | Honza Simek Tschechien Miroslav Schutz Tschechien  | Florian Gruber Deutschland Jonas Lengwiler Schweiz  | Thomas Francis Beckett Dänemark Anders Francis Beckett Dänemark |
| 2020 – abgesagt        |                                                    |                                                     |                                                                 |
| 2021 – abgesagt        |                                                    |                                                     |                                                                 |
| 2022 – abgesagt        |                                                    |                                                     |                                                                 |
| 27. März–2. April 2023 |                                                    |                                                     |                                                                 |
| 1. April–5. April 2025 |                                                    |                                                     |                                                                 |